# Jean Florimond Boudon de Saint-Amans
Jean Florimond Boudon de Saint-Amans (1748 — 1831), foi um historiador, escritor, naturalista e  professor de botânica francês.